# Colle Braida
Der Colle Braida ist ein 1007 Meter hoher Gebirgspass in den italienischen Alpen. Er befindet sich in der Region Piemont und verbindet über die SP188 die Gemeinden Avigliana im Norden mit Giaveno im Süden.
Im Jahr 1966 spielte der Colle Braida eine zentrale Rolle beim Tour-de-France-Sieg des Franzosen Lucien Aimar.

## Streckenführung
Die Nordauffahrt von beginnt zwischen den Seen von Avigliana und führt auf einer schmalen Straße über bewaldetes Gebiet auf die Passhöhe. Auf dem Weg werden mit Villaggio Primavera, San Francesco, Mortera, San Pietro und Basinatto zahlreiche kleine Ortschaften durchfahren. Zudem passiert die Strecke die Sacra di San Michele. Insgesamt weist der 10,7 Kilometer lange Anstieg eine durchschnittliche Steigung von 6 % auf, wobei sich der Anstieg in zwei Teile aufteilen lässt. Die ersten vier Kilometer steigen im Schnitt mit rund 6 % an, ehe eine etwa ein Kilometer lange Zwischenabfahrt bei Mortera folgt. Auf den letzten fünf Kilometern nehmen die Steigungsprozente deutlich zu und liegen im Schnitt bei über 8 %.
Die Südauffahrt von Giaveno ist mit 7,8 Kilometern etwas kürzer und weist eine durchschnittliche Steigung von 6 % auf. Die Straße führt durch dicht besiedeltes Gebiet und passiert die Ortschaften Borgata Molino und Valgioie. Die ersten zwei Kilometer sind mit rund 3 % im Schnitt deutlich flacher, ehe die Straße nach dem Verlassen von Giaveno steiler ansteigt und mit über 7 % im Schnitt auf die Passhöhe führt.

## Radsport

### Tour de France
Die Erstbefahrung des Colle Braida im Rahmen einer Grand Tour erfolgte bei der Tour de France im Jahr 1966. Damals führte die 17. Etappe, die zwischen Briançon und Turin ausgetragen wurde über die Südauffahrt des Passes, der rund 40 Kilometer vor dem Ziel die letzte Bergwertung des Tages darstellte. In der Abfahrt des Col de Colletta setzte sich der Gesamtzweite Lucien Aimar vom Hauptfeld ab und erreichte den Fuß des Colle Braida mit einem Vorsprung von einer Minute auf Jan Janssen, der das Gelbe Trikot trug. Während sich mit Franco Bitossi ein Italiener die Bergwertung der 3. Kategorie sicherte, baute Lucien Aimar seinen Vorsprung auf dem Colle Braida auf drei Minuten weiter aus. Er erreichte das Ziel als achter und übernahm das Gelbe Trikot, das er im Anschluss bis Paris verteidigte.
| Jahr | Etappe     | Bergwertung  | Erster am Gipfel | Auffahrt      |
| ---- | ---------- | ------------ | ---------------- | ------------- |
| 1966 | 17. Etappe | 3. Kategorie | Franco Bitossi   | Süd (Giaveno) |

### Giro d’Italia
25 Jahre nach der Erstbefahrung bei der Tour de France führte auch der Giro d’Italia im Jahr 1991 über den Colle Braida. Der Pass wurde auf der 13. Etappe über die Südauffahrt befahren, ehe zwei Auffahrten zum Zielort Sestriere folgten. Der Sieger der Bergwertung war der Spanier Iñaki Gaston. Im Jahr 2023 wurde erstmals die Nordauffahrt von Avigliana im Finale der 12. Etappe befahren werden. Toms Skujiņš erreichte die Bergwertung der 2. Kategorie als Erster.
| Jahr | Etappe     | Bergwertung  | Erster am Gipfel | Auffahrt         |
| ---- | ---------- | ------------ | ---------------- | ---------------- |
| 1991 | 13. Etappe | GPM          | Iñaki Gaston     | Süd (Giaveno)    |
| 2023 | 12. Etappe | 2. Kategorie | Toms Skujiņš     | Nord (Avigliana) |